# Ox Emerson
Gover Conner „Ox“ Emerson (* 18. Dezember 1907 in Douglass, Texas; † 26. November 1998 in Austin, Texas) war ein US-amerikanischer Footballspieler. Er spielte überwiegend als Guard in der National Football League (NFL).

## Spielerlaufbahn

### Collegekarriere
Emerson spielte von 1929 an der University of Texas in Austin. An seinem College kam er als Guard zum Einsatz. 1931 musste er seine Collegelaufbahn nach den üblichen drei Studienjahren beenden, da er 1928 bereits zwei Spiele für eine andere Mannschaft absolviert hatte.

### Profikarriere
Von 1931 bis 1938 spielte Emerson in der NFL, zunächst bis 1933 für die Portsmouth Spartans, die ihm und zwei weiteren Spielern der Longhorns ein Vertragsangebot gemacht hatten. Emerson spielte nach dem Umzug der Mannschaft nach Detroit bis 1937 für die Detroit Lions. 1931 verdiente Emerson 75 US-Dollar pro Spiel. 1935 konnten die Lions die NFL Meisterschaft mit 26:7 gegen die New York Giants gewinnen. In Detroit spielte er bis 1937. 1938 lief Emerson nochmals für ein Jahr für die Brooklyn Dodgers für ein Salär von 150 US-Dollar pro Spiel auf und beendete danach seine Spielerlaufbahn. Wohlhabend konnte Emerson nicht werden, weder die 75 Dollar, die er in seinem ersten Spieljahr verdiente, noch die 150 Dollar, die ihm die Dodgers zahlten, entsprachen der üblichen Bezahlung eines mehrfachen All-Stars.

## Ehrungen
Emerson ist Mitglied in dem NFL 1930s All-Decade Team und in dem Detroit Lions All Time Team. 1932 bis 1937 wurde er jeweils zum All-Pro gewählt. Er befindet sich in der Hall of Fame seiner Universität, sowie in der Greater Austin Sports Foundation’s Hall of Honor  und wurde 1930 in das All Time Team der Footballconference (Footballliga) seines Colleges gewählt.

## Sonstiges
Emerson arbeitete nach seiner Laufbahn zunächst bei der Fa. Ford und schloss sich 1942 der United States Navy an und diente dort als Lieutenant Commander. Sein Schiff die USS Block Island wurde dabei von einem deutschen U-Boot versenkt. Emerson konnte sich auf ein Schlauchboot retten. Er und weitere Seeleute wurden erst nach mehreren Stunden durch einen Zerstörer gerettet. Bereits während seiner Zeit beim Militär trainierte er eine lokale Militärmannschaft. Seine Trainerlaufbahn setzte er später an der High School und ab 1951 bis 1956 an seinem alten College fort. Nachdem er 1976 seine Trainerlaufbahn beendet hatte, arbeitete er als Lehrer. 1985 ging er in den Ruhestand. Er ist auf dem Cook-Walden Capital Parks Cemetery and Mausoleum in Austin beerdigt.